# Лес призраков: Сатор
«Лес призраков: Сатор» (англ. Sator) — художественный фильм ужасов режиссёра Джордана Грэма по его же сценарию, с участием Майкла Дэниела, Рэйчел Джонсон, Авроры Лоу, Гэбриела Николсона и Джун Петерсон. Его премьера состоялась 21 июля 2019 года на кинофестивале Fantasia Film в Монреале. Большинство съёмочных работ Грэм выполнил самостоятельно.

## Сюжет
Адам и его семья уединённо живут в лесу вдали от цивилизации. Существует легенда, что их земля давно проклята могущественной ведьмой, а сама она по-прежнему бродит в густой чаще вместе со своими жуткими приспешниками. Наконец она решает нанести удар по ни о чём не подозревающим людям, выслав к ним злого духа лесов Сатора, у которого лишь одна цель — истребить семейство Адама.

## Производство
Съёмки фильма проводились в Санта-Круз, Калифорния, и в национальном парке Йосемити. Фильм находился на постпродакшне почти шесть лет из-за того, что режиссёр Джордан Грэм осуществлял почти всю работу самостоятельно и ограничений бюджета. Он также в одиночку построил хижину, которая использовалась в фильме. Джун Петерсон, которая играет Нани в фильме, является бабушкой Грэма, и её вера в сверхъестественное существо по имени Сатор, которое наблюдает за ней, легла в основу сюжета фильма.

## В ролях
| Актёр            | Роль   |
| ---------------- | ------ |
| Гэбриел Николсон | Адам   |
| Джун Петерсон    | Нани   |
| Майкл Дэниел     | Пит    |
| Рэйчел Джонсон   | Айви   |
| Аврора Лоу       | Дебора |
| Венди Тейлор     | Мать   |

## Релиз
Мировая премьера состоялась 9 февраля 2021 года, на цифровых площадках, в формате видео по запросу. В России фильм вышел 30 сентября 2021 года.

## Критика
Фильм был, в целом, благожелательно воспринят критиками и зрителями. Однако некоторые критики отметили, что история создания усиливает восприятие, в целом, не самого сильного фильма. На сайте Rotten Tomatoes фильм имеет рейтинг 88 % основанный на 48 отзывах, со средней оценкой 7.2/10.